# Teixidor citrí
El teixidor citrí (Ploceus xanthops) és un ocell de la família dels ploceids (Ploceidae).

## Hàbitat i distribució
Habita matolls de ribera, canyars i pastures al Gabon, sud-oest del Congo, Cabinda, nord d'Angola, sud, est i nord-est de la República Democràtica del Congo, Ruanda, Burundi, Uganda, oest i sud de Kenya, centre i oest de Tanzània, Zàmbia, Malawi, fins al sud d'Angola, extrem nord-est de Namíbia, nord i est de Botswana, Zimbabwe, Moçambic i l'est de Sud-àfrica.